# انتفاضه دوم
انتفاضه دوم (به عربی: الانتفاضة الثانیة) یا انتفاضه الاقصی، خیزش بزرگ فلسطینیان علیه اسرائیل بود. گمان می‌رود که محرک‌های عمومی ناآرامی‌ها بر شکست اجلاس کمپ دیوید در سال ۲۰۰۰ متمرکز باشد که انتظار می‌رفت در ژوئیه ۲۰۰۰ به توافق نهایی در مورد روند صلح اسرائیل و فلسطین دست یابد. شیوع خشونت در سپتامبر ۲۰۰۰، پس از آن که آریل شارون بازدید تحریک آمیزی از محوطه الاقصی در کوه معبد در اورشلیم انجام داد، آغاز شد؛ خود این دیدار صلح آمیز بود، اما، پیش‌بینی شده، جرقه اعتراضات و شورش‌هایی را برانگیخت که پلیس اسرائیل، آن را با گلوله‌های پلاستیکی و گاز اشک آور، سرکوب کرد.
این دوران پس از مذاکرات پیمان کمپ دیوید ۲ در سال ۲۰۰۰ و مذاکرات ۹ ساله تحت عنوان طرح صلح خاورمیانه آشکار شد. پس از پایان جنگ ۲۰۰۶ اسرائیل و لبنان و آغاز موجی تازه از دومین انتفاضه فلسطینیان و خاورمیانه در معرض چالش‌های جدی قرار گرفت.